# Teimuraz II di Cachezia
Teimuraz II di Cachezia, in georgiano თეიმურაზ II? (Tbilisi, 1680 – San Pietroburgo, 8 gennaio 1762), è stato re di Cachezia dal 1732 al 1744 e re di Cartalia dal 1744 fino alla sua morte.

## Biografia
Figlio di Eraclio I e di sua moglie Anna, assieme a sua madre Teimuraz fu reggente del regno durante l'assenza di suo fratello Davide II (Imam Quli-Khan) dal 1709 al 1715. Nel 1732, i turchi uccisero il sovrano ed un altro fratello di Teimuraz, Costantino, prese il controllo del suo regno. Il suo successore, Teimuraz appunto, venne costretto a portarsi sulle montagne di Pshavi ed a combattere da lì gli occupanti. Nel luglio del 1735, il governante persiano Nader Shah Afshar invase la Cachezia e costrinse i turchi a rimanere fuori da gran parte della Georgia orientale. Nadir convocò Teimuraz nel suo quartier generale ad Erevan e, al suo rifiuto di convertirsi all'islam, lo imprigionò. La Cachezia venne posta sotto il governo nominale del nipote musulmano di Teimuraz, Ali Mirza. Nell'ottobre del 1735, Teimuraz fuggì verso le montagne della Cachezia e fomentò delle rivolte contro il governo persiano, ma venne nuovamente catturato nel 1736.
Durante questi anni, parte dei nobili georgiani organizzarono una potente ribellione contro il regime persiano. Nel 1738 lo scià dovette rilasciare Teimuraz per non scontrarsi con l'opposizione georgiana e lo nominò governatore della Cachezia, mentre suo figlio Eraclio II accompagnò Nadir nella sua invasione dell'India. La rivolta si tramutò quindi in una brutale guerra civile tra pro e anti persiani. Teimuraz, sostenuto dal figlio Eraclio II, fu in grado di fermare i ribelli guidati da Givi Amilakhvari. Come ricompensa, lo scià, nel 1742, abolì il pesante tributo incombente sulla Cachezia ed aiutò Teimuraz a sottomettere i ducati autonomi di Aragvi e Ksani nel 1743 e nel 1744 rispettivamente. Per il suo fedele servizio contro ottomani e anti-persiani, nel 1744 Teimuraz venne proclamato dallo scià re di Cartalia, e suo figlio Eraclio ottenne la corona del regno di Cachezia, permettendo così un'eventuale riunificazione di questi due regni georgiani. La cosa più importante è che entrambi vennero riconosciuti sovrani pur professando apertamente la religione cristiana, cosa che non accadeva più dal 1632. Entrambi i monarchi vennero incoronati nella cattedrale del Pilastro Vivente (Svetitskhoveli) a Mtskheta il 1 ottobre 1745.
Con la crescita esponenziale del loro potere, ben presto Teimuraz ed Eraclio ripudiarono la loro alleanza col sovrano persiano. Nadir Shah ordinò a 30.000 soldati persiani di muoversi verso la Georgia sotto la guida del georgiano convertito (ed ex capo anti-persiano) Amilakhvari per una spedizione punitiva. Lo scià, ad ogni modo, venne assassinato nel 1747, ed il suo impero cadde in un caos completo. I regnanti di Cartalia e Cachezia colsero l'occasione per espellere tutte le guarnigioni persiane dai loro regni. Dal 1749 al 1750, fermarono diversi tentativi dei persiani di creare basi di potere nella Transcaucasia orientale, rendendo però loro tributari i khanati di Erevan, Gäncä e Naxçıvan. Combatté quindi contro il clan dei Dagestani che di frequente avevano razziato le terre georgiane, ma senza un completo successo.
Come molti altri precedenti reggenti georgiani, Teimuraz aveva sperato che l'espansione dell'Impero russo avrebbe significato per i suoi territori una valida protezione per il Caucaso cristiano dalle aggressioni ottomane e persiane. Egli inviò un'ambasceria a San Pietroburgo nel 1752, ma questa missione non produsse nulla. Nel 1760, visitò la corte russa personalmente per chiedere supporto a favore dei Georgiani e proporre un candidato russo per il trono dello scià. I russi erano però troppo occupati con la Guerra dei Sette anni per considerare seriamente l'idea di Teimuraz. Egli morì improvvisamente nella capitale russa l'8 gennaio 1762 e venne sepolto accanto al suocerto Vakhtang VI di Cartalia nella Cattedrale dell'Assunzione di Astrachan'. Alla sua morte, Eraclio gli succedette anche come re di Cartalia, portando all'unificazione dei due regni ed alla formazione del Regno di Cartalia e Cachezia.
Pur trovandosi costantemente in guerra, Teimuraz trovò anche il tempo per tradurre alcune opere dal persiano e per comporne egli stesso in ambito poetico e lirico.

## Famiglia
Teimuraz si sposò tre volte. Divorziò dalla sua prima moglie, una figlia del duca Baadur degli Aragvi, chiamata probabilmente Tamar, nel 1711. Due anni dopo, il 2 febbraio 1712, si risposò con una figlia di Vakhtang VI e Rusudan di Circassia, Tamar (n. 1696), che morì il 12 aprile 1746. In quello stesso anno, il 19 agosto, Teimuraz sposò la sua terza moglie, Ana-Khanum (1716 — marzo 1788), figlia del principe Bejan Palavankhosroshvili-Baratashvili, e già moglie del principe Kaikhosro Tsitsishvili. Ebbe due figli e quattro figlie dal suo secondo e terzo matrimonio.
I figli di Teimuraz dal suo matrimonio con Tamar di Cartalia furono:
- Eraclio II (7 novembre 1720 – 11 gennaio 1798), futuro re di Cachezia e Cartalia.
- Principessa Ketevan, che nel 1737 sposò a Mashhad Adil Shah di Persia (1719–1749).
- Principessa Elene (fl. 1743–1784), che sposò nel 1743 circa, il principe Zaza Tsitsishvili.
- Principessa Ana (1720 – 4 dicembre 1788), che sposò in prime nozze nel 1744 il principe Dimitri Orbeliani (m. 1776) ed in seconde nozze il principe Ioane Orbeliani (c. 1702 – 1781).

L'unione di Teimuraz con Ana-Khanum Baratashvili diede alla luce:
- Principe Solomon (24 maggio 1747 – 28 luglio 1749).
- Principessa Elisabed (25 marzo 1750 – 8 maggio 1770), che venne promessa in sposa al principe Giorgi Amilakhvari nel 1762, ma il matrimonio venne interrotto per ragioni politiche nel 1765 ed Elisabed venne invece data in moglie, il 16 novembre 1765, a Katsia II Dadiani, Principe di Mingrelia (m. 1788).